# Tisserin à cou noir
Ploceus nigricollis
Espèce
Statut de conservation UICN

 LC  : Préoccupation mineure
Le Tisserin à cou noir (Ploceus nigricollis) est une espèce de passereau de la famille des Ploceidae.

## Description
Le Tisserin à cou noir est un oiseau trapu long de 16 cm avec un bec fort et conique. Le mâle adulte de sous-espèce nordique a les parties supérieures et les ailes olive et le dessous et la tête jaune. Il a un masque et une bavette noirs et un iris jaune pâle. Le mâle en dehors de la période de reproduction a la tête jaune avec une couronne olive, le dessus gris et blanc. Les ailes restent jaune et noir.

## Habitat
Il vit dans les forêts, en particulier dans les habitats humides.

## Nidification
Il construit un grand nid fait grossièrement d'herbe et de plantes grimpantes avec un tunnel ascendant long de 15 cm. Le nid est suspendu à une branche et la femelle y pond 2 à 3 œufs. Il vit en couple pendant la période de reproduction, mais en petits groupes quand il n'est pas en période de reproduction.
La femelle adulte a également les parties supérieures et les ailes olive et le ventre et la tête jaune. Elle a une masque noir, mais sans bavette.

## Alimentation
Il se nourrit d'insectes et de végétaux.

## Voix
Les appels de cet oiseau incluent un sifflant diou-diou-toui.

## Répartition et sous-espèces
- P. n. nigricollis — Afrique centrale ;
- P. n. melanoxanthus — Afrique de l'Est équatoriale ;